# 플래티넘 비전
플래티넘 비전 주식회사(일본어: プラチナビジョン株式会社 푸라치나무 비존 가부시키가이샤[*], 영어: Platinum Vision Co., Ltd.)는 일본의 애니메이션 제작사다.

## 역사
도쿄 무비 신사(현: TMS 엔터테인먼트)와 타츠노코 프로덕션을 거쳐 브레인즈 베이스에서 《블러드 래드》, 《우리들은 모두 카와이네》, 《청춘×기관총》 등의 프로듀서를 맡은 오오이시 히로미치가 2016년 3월 30일에 브레인즈 베이스의 기획영업제작부와 함께 독립해 설립했다.

## 작품

### 텔레비전 애니메이션
- 서뱀프 (2016년)
- 최유기 RELOAD BLAST (2017년)
- 데블즈라인 (2018년)
- 이 소리에 모여! (2019년)
- 괴병의 라무네 (2021년)
- 살애 (2022년)
- 내 최애는 악역 영애. (2023년)

### 극장 애니메이션
- 서뱀프: 앨리스 인 더 가든 (2018년)